# Кызыл-Уруп

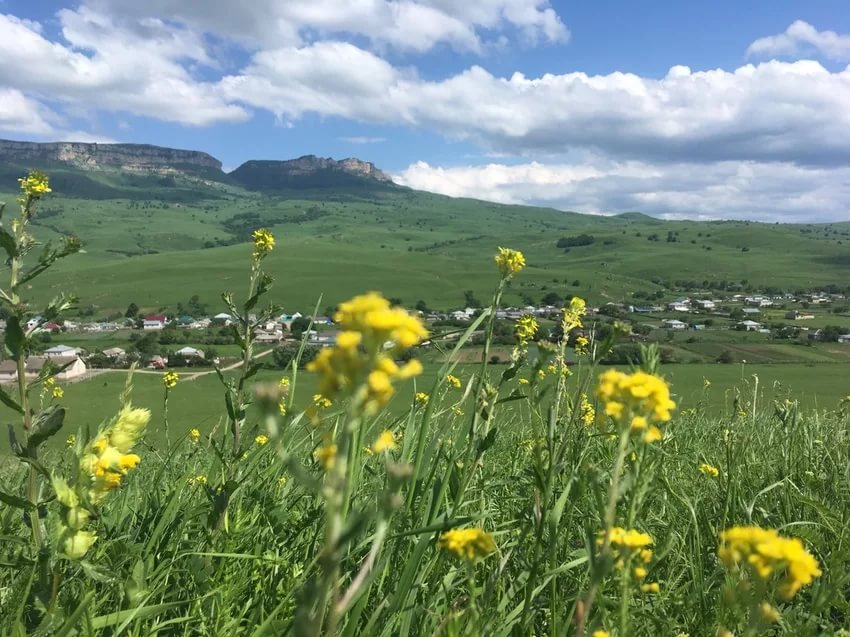
Август, 2018

Кызы́л-Уру́п (карач.-балк. Къызыл-Уруп) — аул в Карачаево-Черкесии. Образует муниципальное образование «Кызыл-Урупское сельское поселение» как единственный населённый пункт в его составе.
Имеются средняя общеобразовательная школа, детский сад на 25 мест, ФАП, мечеть.

## Этимология
Топоним переводится, как «красный Уруп», къызыл — «красный».

## География
Аул расположен на северо-востоке района, в долине реки Уруп чуть севернее станицы Преградной. С обеих сторон аул объят двумя скальными хребтами «Щелкан» и «Боранух».

## История
Образование поселения на данной местности уходит далеко в историческое прошлое, о чём свидетельствуют Аланское городище в урочище «Боранух», древние захоронения, датируемые 1,5 — 2,5 тыс.лет назад.
В 1957 г. указом Президиума Верховного Совета РСФСР село Нижняя Пантелеймоновка переименовано в аул Кызыл-Уруп.

## Памятники природы
Скала Катер (Джити) — высота отвеса более 100 метров, где расположен грот с наскальной клинописью, на которой высечены карта местности и ветка шелкового пути.
Скала «Сфинксы» над аулом, где стоят восемь богатырей со своим предводителем, который находится отдельно от них и стоит впереди отряда.
Пещера «Провал черепов» в урочище «Боранух».
Урочище «Тамби чат», где расположено множество пещер, в одной из которых по словам знаменитого археолога из Ленинграда Алексеевой Н. В. найдены останки первобытного человека, обитавшего на территории Северного Кавказа.

## Памятники истории
Урочище «Боранух» находится в глубокой балке под названием «Терен чат». В 1942 году там дислоцировался партизанский отряд.
Памятник четырём воинам, расстрелянным во дворе школы немецкими захватчиками в 1942 году.
В окрестностях села имеется множество древнетюркских захоронений.
Пещера, обиталище первобытных людей на «Имолат дорбун» в народе в урочище «Боранух».

## Население
| 2002  | 2010  | 2012  | 2013  | 2014  | 2015  | 2016  |
| ----- | ----- | ----- | ----- | ----- | ----- | ----- |
| 747   | ↗1261 | ↗1262 | ↗1270 | ↗1284 | ↗1293 | ↗1301 |
| 2017  | 2018  | 2019  | 2020  | 2021  | 2023  | 2024  |
| ↗1306 | ↘1288 | ↘1277 | ↘1260 | ↘1185 | ↘1164 | ↘1162 |
| 2025  |       |       |       |       |       |       |
| ↘1150 |       |       |       |       |       |       |